# Edith Pickles
Edith Carrie Pickles, née le 10 mai 1904 à Wilsden, dans le Yorkshire de l'Ouest, et morte en 1984, est une gymnaste artistique britannique.

## Carrière
Edith Pickles remporte aux Jeux olympiques d'été de 1928 à Amsterdam la médaille de bronze du concours général par équipes féminin avec Amy Jagger, Jessie Kite, Annie Broadbent, Ada Smith, Lucy Desmond, Doris Woods, Margaret Hartley, Queenie Judd, Midge Moreman, Ethel Seymour et Hilda Smith.